# Figueiras
Figueiras é uma localidade portuguesa do Município de Lousada que foi sede da extinta Freguesia de Figueiras, freguesia que tinha 2,86 km² de área e 1 382 habitantes (2011), e, por isso, uma densidade populacional de 483,2 hab/km².
A Freguesia de Figueiras foi extinta pela reorganização administrativa de 2012/2013, tendo sido agregada à Freguesia de Covas para criara a nova União de Freguesias de Figueiras e Covas.
Situada na parte ocidental do Município, a Freguesia de Figueiras era limitada a nordeste pela Freguesia de Covas, a leste por Ordem, a sueste por Casais, a sul por Nevogilde e a oeste pelo Município de Paços de Ferreira.

## População
| População da freguesia de Figueiras | População da freguesia de Figueiras | População da freguesia de Figueiras | População da freguesia de Figueiras | População da freguesia de Figueiras | População da freguesia de Figueiras | População da freguesia de Figueiras | População da freguesia de Figueiras | População da freguesia de Figueiras | População da freguesia de Figueiras | População da freguesia de Figueiras | População da freguesia de Figueiras | População da freguesia de Figueiras | População da freguesia de Figueiras | População da freguesia de Figueiras |
| ----------------------------------- | ----------------------------------- | ----------------------------------- | ----------------------------------- | ----------------------------------- | ----------------------------------- | ----------------------------------- | ----------------------------------- | ----------------------------------- | ----------------------------------- | ----------------------------------- | ----------------------------------- | ----------------------------------- | ----------------------------------- | ----------------------------------- |
| 1864                                | 1878                                | 1890                                | 1900                                | 1911                                | 1920                                | 1930                                | 1940                                | 1950                                | 1960                                | 1970                                | 1981                                | 1991                                | 2001                                | 2011                                |
| 531                                 | 468                                 | 496                                 | 492                                 | 468                                 | 500                                 | 502                                 | 564                                 | 561                                 | 602                                 | 713                                 | 876                                 | 1 146                               | 1 242                               | 1 382                               |

| Distribuição da População por Grupos Etários | Distribuição da População por Grupos Etários | Distribuição da População por Grupos Etários | Distribuição da População por Grupos Etários | Distribuição da População por Grupos Etários | Distribuição da População por Grupos Etários | Distribuição da População por Grupos Etários | Distribuição da População por Grupos Etários | Distribuição da População por Grupos Etários | Distribuição da População por Grupos Etários |
| -------------------------------------------- | -------------------------------------------- | -------------------------------------------- | -------------------------------------------- | -------------------------------------------- | -------------------------------------------- | -------------------------------------------- | -------------------------------------------- | -------------------------------------------- | -------------------------------------------- |
| Ano                                          | 0-14 Anos                                    | 15-24 Anos                                   | 25-64 Anos                                   | > 65 Anos                                    |                                              | 0-14 Anos                                    | 15-24 Anos                                   | 25-64 Anos                                   | > 65 Anos                                    |
| 2001                                         | 312                                          | 223                                          | 616                                          | 91                                           |                                              | 25,1%                                        | 18,0%                                        | 49,6%                                        | 7,3%                                         |
| 2011                                         | 296                                          | 189                                          | 780                                          | 117                                          |                                              | 21,4%                                        | 13,7%                                        | 56,4%                                        | 8,5%                                         |